# Гетто в Линово
Гетто в Лино́во (лето 1941 — начало июня 1942) — еврейское гетто, место принудительного переселения евреев деревни Линово Пружанского района Брестской области и близлежащих населённых пунктов в процессе преследования и уничтожения евреев во время оккупации территории Белоруссии войсками нацистской Германии в период Второй мировой войны.

## Оккупация Линово и создание гетто
Деревня Линово (Линево) была захвачена немецкими войсками летом 1941 года и по оккупационному делению была включена в состав областного округа Кобрин рейхскомиссариата Украина.
В деревне разместился немецкий комиссар и отделение украинской полиции, на службе в которой, кроме украинцев, были также белорусы и поляки.
Реализуя нацистскую программу уничтожения евреев, немцы создавали гетто почти во всех городах и населённых пунктах Беларуси, где проживало еврейское население. Так и в Линово оккупанты организовали гетто.
Узников использовали на принудительных работах, в том числе на вырубке леса вдоль железной дороги Барановичи-Брест по направлению на Тевли. Для контроля исполнения приказов немцы организовали в гетто юденрат, председателем которого назначили Абрама Цукермана.

## Уничтожение гетто
«Акции» (таким эвфемизмом гитлеровцы называли организованные ими массовые убийства) над евреями происходили в Линово неоднократно. Например, 4 июня 1942 года немцы расстреляли еврейскую семью из 8 человек.
За два дня до полного уничтожения узников гетто в Линово приехали гестаповцы, которые переписали всех евреев Линово и соседних Оранчиц (Линовский сельсовет). Евреям приказали приготовиться якобы к переселению в гетто Кобрина, а нескольких мастеров-специалистов увезли в Кобрин сразу.
В первой половине июня 1942 года всех евреев Линово расстреляли и закопали в яме примерно в 1,5 километрах от деревни. Спастись сумели только несколько человек, которые сбежали накануне из деревни.

## Память
Памятники местным жертвам геноцида евреев установлены в Линово, Пружанах и Оранчицах.